# Rae-Buti-Udo
Rae-Buti-Udo (Raibuti Udo, Raebutiudo) ist eine osttimoresische Aldeia im Suco Manutaci (Verwaltungsamt Ainaro, Gemeinde Ainaro). 2015 lebten in der Aldeia 658 Menschen.

## Geographie und Einrichtungen
Die Aldeia Rae-Buti-Udo liegt im Südosten des Sucos Manutaci. Westlich befindet sich die Aldeia Hato-Meta-Udo, südwestlich die Aldeia Bau-Hati-Lau und südlich die Aldeia Canudo. Im Osten und Norden grenzt Rae-Buti-Udo an das Verwaltungsamt Hatu-Builico mit seinen Sucos Mauchiga (jenseits des Belulik) und Nuno-Mogue (jenseits des Gourete, eines Zuflusses des Belulik).
Das Dorf Mantilu besteht aus einer losen Gruppe mehrerer Siedlungen, die sich im Westen der Aldeia an der Überlandstraße von Ainaro nach Aileu aufreihen. In Mantilu steht ein traditionelles Haus (Uma Lisan).